# Eagle Manufacturing
Eagle Manufacturing war ein US-amerikanischer Hersteller von Automobilen.

## Unternehmensgeschichte
Barry Goldstein gründete das Unternehmen in San José in Kalifornien. Er begann mit der Entwicklung und spätestens 1980 mit dem Verkauf von Automobilen. Der Markenname lautete Eagle, evtl. mit dem Zusatz Manufacturing. 1982 zog das Unternehmen nach Campbell in Kalifornien. 1984 endete die Produktion. Nach Unternehmensangaben entstanden etwa 35 bis 40 Fahrzeuge pro Jahr über einen Zeitraum von drei Jahren, zusammen also über 100 Fahrzeuge.
Alpha Design & Engineering übernahm ein Fahrzeugprojekt.

## Fahrzeuge
Im Angebot standen Nachbildungen von Fahrzeugen von Ferrari. Der Eagle GT ähnelte dem Ferrari Dino 246. Das Fahrgestell kam vom Porsche 914.
Der Nachbau des Ferrari 250 GTO basierte auf einem Datsun Z.

## Übersicht über Pkw-Marken aus den USA, die mitEaglebeginnen
| Marke          | Hersteller                            | Vermarktungsbeginn | Vermarktungsende | Ort, Bundesstaat      |
| -------------- | ------------------------------------- | ------------------ | ---------------- | --------------------- |
| Eagle          | Eagle Automobile Company (New York)   | 1905               | 1905             | Buffalo, New York     |
| Eagle          | Eagle Automobile Company (New Jersey) | 1905               | 1907             | Rahway, New Jersey    |
| Eagle          | Eagle Motor Carriage Company          | 1908               | 1908             | Elmira, New York      |
| Eagle          | Eagle Automobile Company (Missouri)   | 1909               | 1909             | St. Louis, Missouri   |
| Eagle          | Eagle-Macomber Motor Car Company      | 1914               | 1915             | Chicago, Illinois     |
| Eagle          | Eagle Electric Automobile Company     | 1915               | 1916             | Detroit, Michigan     |
| Eagle          | Durant Motors                         | 1923               | 1924             | Lansing, Michigan     |
| Eagle          | Eagle Manufacturing                   | 1978               | 1984             | Campbell, Kalifornien |
| Eagle          | Eagle Coach Work                      | 1980               | 2001             | Amherst, New York     |
| Eagle          | Eagle (US-amerikanische Automarke)    | 1987               | 1998             | Detroit, Michigan     |
| Eagle-Macomber | Eagle-Macomber Motor Car Company      | 1916               | 1918             | Sandusky, Ohio        |